# Vangueria lasiantha
Vangueria lasiantha är en måreväxtart som först beskrevs av Otto Wilhelm Sonder, och fick sitt nu gällande namn av Otto Wilhelm Sonder. Vangueria lasiantha ingår i släktet Vangueria och familjen måreväxter. Inga underarter finns listade i Catalogue of Life.